# Cruzada de Dez Anos
A Cruzada de Dez Anos (1953-1963) foi lançado por Shoghi Effendi com o propósito de facilitar uma expansão organizada da Fé Bahá'í.
Com os objetivos do plano, os Bahá'ís iniciaram uma série de esforços dedicados ao ensino e consolidação da Fé, e em 1963 o plano culminou com a primeira eleição da Casa Universal de Justiça, na qual hoje mantém-se como o corpo eleito mais alto da Fé Bahá'í.
Os quatro objetivos principais da Cruzada de Dez Anos eram:
- a) o desenvolvimento de instituições no Centro Mundial;
- b) consolidação dos doze países onde a Fé estava bem estabelecida;
- c) consolidação de todos os outros países que já tinham comunidades abertas;
- d) criação dos demais "territórios virgens" por volta do mundo;

Uma lista mais ampla dos objetivos da Cruzada de Dez Anos de Shoghi Effendi pode ser encontrado em inglês nas Mensagens ao Mundo Bahá'í.
Para os bahá'ís que se comprometeram a abrir novos territórios para a Fé durante a Cruzada de Dez Anos, receberam o título de 'Cavaleiros de Bahá'u'lláh'.
Antes do plano ter sido completado, Shoghi Effendi faleceu em 1957 e as Mãos da Causa continuaram a Cruzada de Dez Anos seguindo as instruções deixadas por Shoghi Effendi até a formação da Casa Universal de Justiça em 1963.